# Naïma Azough
 (mai 2020).
Naïma Azough, née le 1er avril 1972 à Asdif (Maroc), est une femme politique, écrivaine et présentatrice néerlando-marocaine. Présidente du parti politique GroenLinks entre le 23 mai 2002 et le 30 janvier 2003.

## Biographie
Azough est née au Maroc et émigre à l'âge de trois ans aux Pays-Bas. Elle grandit à Rotterdam-Zuid d'un père soudeur. Elle étudie l'anglais et l'allemand à l'Université d'Anvers. Lors de ses années d'études, Azough est active dans la comité contre le Vlaams Blok. Naïma Azough continue ses études à l'Université d'Amsterdam.
Elle débute le monde professionnel en tant que freelance dans la programmation d'émissions. Elle travaille également en tant que rédactrice pour le Meetingpoint de l'organisation Moslim Oproep ainsi que dans la radio De Andere Wereld d'IKON en tant que membre de GroenLinks Magazine. En 1999, elle gagne en notoriété à la suite de la publication de deux livres, notamment Het patatpantheon: de groepscultuur van een nieuwe generatie et Marokkanen, landgenoten: drie generaties Marokkanen in Nederland.
En 2001, Ab Harrewijn conseille Naïma Azough de se présenter aux élections à la Seconde Chambre des États généraux. En 2002, elle devient membre de la Seconde Chambre. Lorsque GroenLinks perd deux sièges en 2003, elle n'y retourne plus. Azough continue sa carrière en tant que présentatrice du programme De kunst moet Zwemmen du VPRO et réalise également des interviews dans le programme De Dialoog van de Nederlandse Moslimoproep. En 2004, Arie van den Brand retourne dans la Seconde Chambre, Azough le suit. En 2006, Azough figure à la sixième place de la liste des candidats et est de nouveau élue. Azough devient porte-parole du pouvoir judiciaire, notamment en matière d'asile et de migration, de politique de sécurité et de bien-être. Azough est membre des comités de la justice et des politiques sur les personnes âgées.
En 2018, elle est élue présidente du Conseil de surveillance des musées aux Pays-Bas.

## Œuvres
- (nl) Naïma Azough, Het patatpantheon : de groepscultuur van een nieuwe generatie, Prometheus, 1999, 157 p. (ISBN 978-90-351-2168-3)
- 1999 : : Marokkanen, landgenoten